# Мухитов, Назим Гарифуллович
Нази́м Гарифу́ллович Мухи́тов (род. 12 января 1942, Елховое Озеро) — советский биатлонист, чемпион мира 1971 года в эстафете, заслуженный мастер спорта (1990), Заслуженный тренер России.

## Биография
Родился в селе Елховое Озеро Цильнинского района в семье комбайнера, где было девять детей. Начал заниматься, будучи студентом Ульяновского технического училища № 2 (Нижняя Терраса, Ульяновск),  под руководством тренера Анатолия Белова. 
В 1965 году дебютировал на чемпионате страны в Отепя (Эстония), где занял 12-е место. С 1967 года в составе сборной СССР.
После завершения спортивной карьеры — старший тренер–преподаватель Центра спортивной подготовки Ульяновской области, инициатор создания биатлонного центра «Заря» в Заволжском районе Ульяновска.
С 1973 по 1979-й и с 1983 по 1996-й Мухитов работал старшим тренером сборной Ульяновской области по биатлону. В 1989 году, будучи тренером сборной страны, Мухитов выезжал на зимнюю Универсиада 1989 в Софии.
Подготовил мастера-международника и 14 мастеров спорта России. Среди них — победитель юниорского первенства мира (1975) Владимир Александров, чемпион СССР Абделсамат Валлиуллин (1976), серебряный призер юниорского первенства Советского Союза  Андрей Костюнин (1986), победитель первой Спартакиады учащихся  Игорь Охотников (2008), золотые медалисты чемпионата России по летнему биатлону — Василий Кирсанов и Дмитрий Шугуров (2011).

## Результаты

### Чемпионаты мира[3]
| Год  | Индивидуальная гонка 20 км | Эстафета 4х7,5 км |
| ---- | -------------------------- | ----------------- |
| 1971 |                            | 1                 |